# U.S. 500
A U.S.500 (500 Milhas dos Estados Unidos), foi uma prova de automobilismo organizado pela CART entre os anos de 1996 a 1999 no Michigan International Speedway.
A corrida foi criada para substituir as 500 Milhas de Indianapolis que ficou de fora do calendário da CART a partir de 1996. Tony George, dono do Indianapolis Motor Speedway, rompeu relações com a categoria devido a discordâncias dos dirigentes da CART e criou a IRL (Indy Racing League - atual IndyCar) na qual passou a organizar a prova que no ano de 1996 não teve participação dos pilotos e equipes da CART.
No mesmo dia da tradicional corrida (26 de maio), estava sendo disputada a primeira edição da U.S.500 em Brooklyn. O circuito oval de Michigan estava lotado, resultando na maior média de público do circuito numa prova da CART. A corrida ia começar quando 20 carros se envolveram num acidente obrigando a interrupção da prova e uma nova largada. Jimmy Vasser, o causador da confusão, foi o vencedor daquele ano.
Na sua última edição, em 1999, o brasileiro Tony Kanaan foi o vencedor derrotando o colombiano Juan Pablo Montoya numa diferença de 0,032 segundos.

## Vencedores da U.S. 500
| Temporada | Data        | Nome da prova                 | Vencedor           |
| --------- | ----------- | ----------------------------- | ------------------ |
| 1996      | 26 de maio  | Inaugural U.S. 500            | Jimmy Vasser       |
| 1997      | 27 de julho | U. S. 500 Presented by Toyota | Alessandro Zanardi |
| 1998      | 26 de julho | U. S. 500 Presented by Toyota | Greg Moore         |
| 1999      | 25 de julho | U. S. 500 Presented by Toyota | Tony Kanaan        |